# Гродберг, Гарри Яковлевич

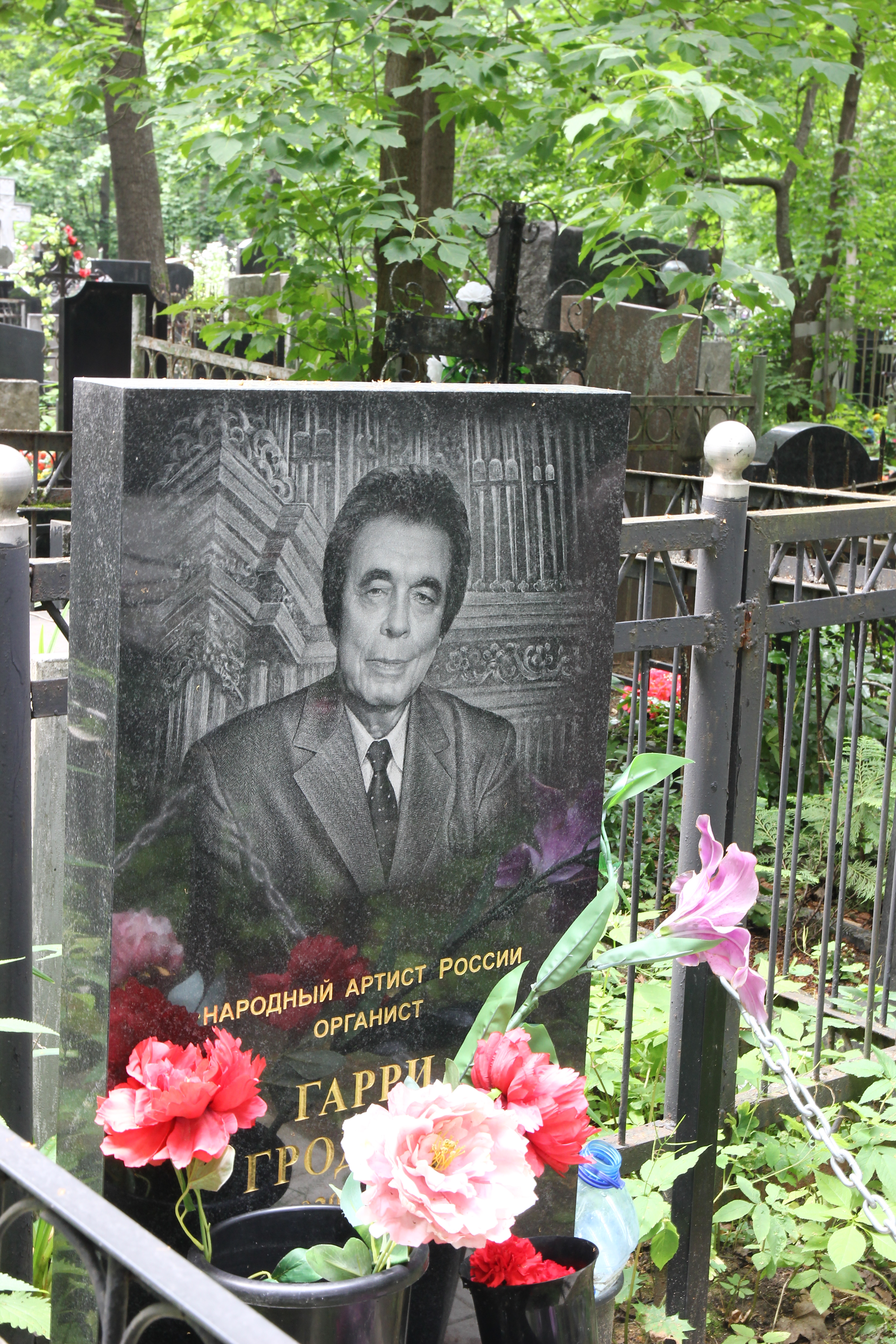
Могила на Ваганьковском кладбище

Га́рри Я́ковлевич Гро́дберг (3 января 1929, Клайпеда, Литва — 10 ноября 2016, Москва, Российская Федерация) — советский и российский органист. Народный артист Российской Федерации (1992), лауреат Государственной премии РФ (2001).
Был известен своими интерпретациями Баха. Являлся  почётным членом Баховского и Генделевского обществ в Германии. Входил в состав жюри Международного Баховского конкурса в Лейпциге.
Считался одним из выдающихся советских и российских органистов. Способствовал созданию Баховского фестиваля в Твери, проходящего теперь ежегодно. За вклад в культурную жизнь города музыканту был присвоен титул почётного гражданина Твери.

## Биография
Родился в еврейской семье. Отец — модельер дамской одежды Янкель Гиршевич Гродберг (1899—?), родом из Алексот, мать — Роза Шимоновна Страж (1903—1949) из Волковышек, они поженились в 1923 году в Каунасе. В Клайпеде семья жила на Госпитальной улице (Hospitalstraße), 15. С 1939 года жил в Каунасе, откуда в начале войны с родителями и старшим братом Гершеном эвакуировался в Наманган, где занимался скрипкой с профессором эвакуированной Минской консерватории. Учился в музыкальной школе в Вильнюсе, где семья поселилась после войны.
Ученик А. Б. Гольденвейзера и А. Ф. Гедике. В 1955 году окончил Московскую консерваторию по классу фортепиано и органа, в том же году принят в Московскую филармонию в качестве солиста. Свой первый сольный концерт органист дал в том же году. Выступал со многими известными музыкантами, в числе которых были Мстислав Ростропович, Евгений Мравинский и Кирилл Кондрашин.
Вскоре был назначен заместителем председателя Органного совета при Министерстве культуры СССР; на тот момент в стране было только семь действующих органов, из которых три располагались в Москве. Благодаря Гродбергу это число значительно возросло. В частности, в 1959 году в Концертном зале имени П. И. Чайковского был установлен орган, сделанный в Чехии фирмой «Ригер-Клосс».
Получил всемирную известность как интерпретатор музыкального наследия И.С. Баха, а также произведений Моцарта, Листа, Мендельсона, Франка, Рейнбергера, Сен-Санса и других композиторов прошлых эпох. Автор программных органных циклов, посвященных музыке композиторов ХХ столетия — Шостаковича, Хачатуряна, Слонимского, Пирумова, Ниренбурга, Таривердиева.
Совместно с радио Deutsche Welle издал серию компакт-дисков «Играет Гарри Гродберг», куда вошли сочинения Баха, Хачатуряна, Лефебуре-Вели, Дакена, Гильмана. В конце июля 2013 года по проекту созданной им диспозиции был торжественно открыт большой орган австрийской фирмы «Rieger Orgelbau» в Храме Св. Франциска в его родном городе — Клайпеде.
Почётный член Баховского общества Лейпцига и Генделевского общества Германии. Учредитель фестиваля «Бахослужение» в Калининграде и Баховского фестиваля в Твери.
Похоронен в Москве на Ваганьковском кладбище.

## Семья
- Жена (с 1960 года) — Наталья Владимировна Гродберг (урождённая Озерецковская, род. 1937)[12], пианистка, выпускница музыкального училища имени М. Ипполитова-Иванова. Была личным ассистентом Гарри Гродберга.

## Награды и премии
- Почётное звание «Заслуженный артист РСФСР» (1982 год)
- Почётное звание «Народный артист Российской Федерации» (23 июня 1992 года) — за большие заслуги в области музыкального искусства[15]
- Орден Почёта (12 июля 2000 года) — за большой вклад в развитие музыкального искусства[16]
- Государственная премия Российской Федерации в области литературы и искусства 2001 года (в области просветительской деятельности) (10 июня 2002) — за концертные программы фестивалей органной музыки в городах Калининграде, Новосибирске, Твери[17]
- Кавалер Рыцарского креста ордена Литовской Республики «За заслуги перед Литвой» (2003).
- Почётный гражданин города Твери (2005).
- Орден «За заслуги перед Отечеством» IV степени (7 апреля 2004 года) — за большие заслуги в развитии музыкального искусства[18]
- Орден Дружбы (22 апреля 2010 года) — за заслуги в развитии отечественной культуры и искусства, многолетнюю плодотворную деятельность[19]